# Вальфенера
Вальфенера (італ. Valfenera, п'єм. Valfnera) — муніципалітет в Італії, у регіоні П'ємонт,  провінція Асті.
Вальфенера розташована на відстані близько 500 км на північний захід від Рима, 28 км на південний схід від Турина, 20 км на захід від Асті.
Населення — 2490 осіб (2014).
Щорічний фестиваль відбувається 24 серпня. Покровитель — святий Варфоломій.

## Демографія
Населення за роками:

Станом на 1 січня 2023 року в муніципалітеті офіційно проживало 236 іноземців з 23 країн, серед них 131 громадянин країн Євросоюзу та 2 громадяни України.

## Сусідні муніципалітети
- Кантарана
- Челларенго
- Дузіно-Сан-Мікеле
- Феррере
- Ізолабелла
- Монта
- Вілланова-д'Асті